# Bonepoupa II
Pour les articles homonymes, voir Bonepoupa (homonymie).
Bonepoupa II est un village du département du Nkam au Cameroun. Situé dans l'arrondissement de Yabassi, il est localisé au niveau du carrefour vers Yabassi situé à 45 km de Yabassi sur la route qui lie Douala à Yabassi.

## Population et environnement

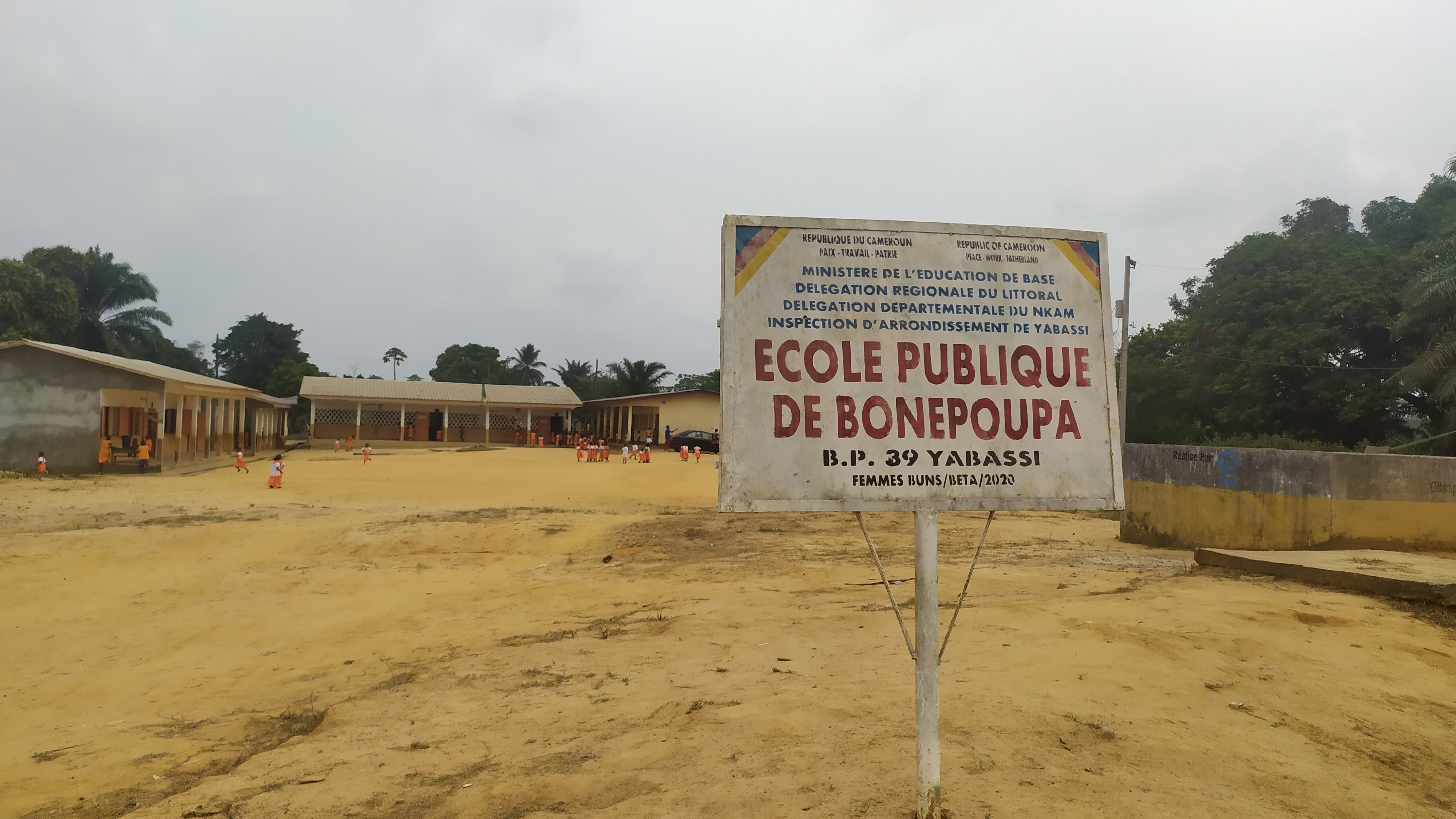
Ecole publique de Bonepoupa

En 1967, le village de Bonepoupa II avait 128 habitants. Le village disposait d'un poste agricole. La population de Bonepoupa II était de 466 habitants dont 219 hommes et 246 femmes, lors du recensement de 2005.